# قصر أبو حجلة
قصر أبو حجلة هو قصرأثري بني قبل 600 عام، موجود وسط البلدة القديمة لديراستيا شمال سلفيت، بناه أحد الإقطاعيين العثمانيين، ثم تحول إلى مركز حكومي للعثمانيين، وبعد رحيلهم عن فلسطين منحوه لأحد جباة الضرائب من عائلة قاسم، ثم اشترته عائلة أبو حجلة، ويستخدم حالياً كبيت للضيافة في البلدة.

## تكوينه
تبلغ مساحة القصر 750 متر، مقسم لثلاثة أجنحة ويرتفع نحو 492 مترعن سطح البحر، ويكون بذلك أعلى من كافة أراضي البلدة ومنازلها القديمة ليكون تحت أعين ورقابة العثمانيين وسكان القصر. يتكون من عشرة غرف واسعة بنيت من حجارة تم إحضارها من منطقة جماعين. ويوجد بداخله مشنقة وغرفة صغيرة جدًا استُخدِمَت كزنزانة، وغرفٌ للجنود العثمانيين والحراس، وساحة اسطبل للخيول، وآبار مياه، وآبار زيت زيتون، حيث استخدم مالكه الزيت بدلًا من الشيد لإكمال بناء واجهاته بعدما نفذت مياه البئر، وهو ما دل على الثراء الفاحش لمالكه. ويحتوي على بلاط مزخرف يشكل لوحة فنية، إضافة إلى تدفئة شتوية ومكيفات صيفية قديمة.
وتوجد أوانٍ فخارية كالأنابيب مرتبة فوق بعضها بما يشبه بيوت الحمام على سطحه وجدرانه الخارجية، كانت تستخدم للتبريد على ساكني القصر في فصل الصيف، حيث يتم ترطيبها بالمياه لتعطي هواءً بارداً ورطباً. وفي أسفل القصر يوجد بئران واحد للمياه عمقه ثمانية أمتار والآخر للزيت، حيث تعتبر ديراستيا ثالث بلدة في إنتاج زيت الزيتون.

## ترميمه
تعاقدت بلدية ديراستيا عام 2016 مع آل ابو حجلة للحصول على القصر لمدة عشرين عاماً مقابل ترميمه والحفاظ عليه، وعملت البلدية ليكون قصر آل حجلة أول قصر سياحي في البلدة القديمة، وأكبر مشروع استثماري للبلدية، وأول بيت للضيافة للسائحين الزائرين لفلسطين بشكل عام ولديراستيا بشكل خاص، وقامت بترميمه بتكلفة مالية قدرت بأكثر من مليون شيكل. وخلال عملية الترميم تم اكتشاف غرف صغيرة في الجدران كانت تستعمل للتدفئة في الشتاء، وغرف صغيرة تحتوي على دواخين للأعلى كانت مغلقة بالطين، يرجح أن العساكر العثمانيين أغلقوها حتى لا يهرب منها المساجين آنذاك.